# Spragueia turca
Spragueia turca là một loài bướm đêm trong họ Noctuidae.